# Adolf Rosenberg (Produzent)
Adolf Rosenberg auch Adolf Rosen und Adolphe Rosen (* 24. Februar 1901 in Warschau (Polen); † 18. März 1981 in Bad Griesbach) war ein deutscher Filmproduzent und war gelegentlich auch als Regisseur tätig. Er war Inhaber der Univox „Unifera“ GmbH in München, die insbesondere für das Zweites Deutsches Fernsehen produzierte.

## Filmografie
- 1967: ... geborene Lipowski
- 1966: Geld kennt keine Grenzen
- 1965: Geld Geld Geld – Zwei Milliarden gegen die Bank von England
- 1964: Anklage gegen Unbekannt
- 1964: Tod um die Ecke
- 1964: Die Dame mit dem Spitzentuch
- 1963: Herz ist Trumpf
- 1963: Ich war Cicero
- 1963: Der Trick mit dem Schlüssel
- 1962: Wilde Wasser
- 1962: Verrückt und zugenäht
- 1961: Drei weiße Birken
- 1961: Toller Hecht auf krummer Tour
- 1959: Ein Engel auf Erden
- 1959: Laß mich am Sonntag nicht allein
- 1958: Ein Lied geht um die Welt;  Film über Joseph Schmidt)
- 1958: Worüber man nicht spricht
- 1957: Wetterleuchten um Maria
- 1957: Die Prinzessin von St. Wolfgang
- 1957: Flucht in die Tropennacht
- 1956: Die Fischerin vom Bodensee
- 1956: Trois de la Canebière; als Adolphe Rosen
- 1951: Les mémoires de la vache Yolande; als Adolphe Rosen
- 1949: Le Signal rouge; als Adolphe Rosen
- 1935: Bretter, die die Welt bedeuten
- 1933: Un peu d'amour
- 1933: Gardez le sourire
- 1933: Sonnenstrahl
- 1933: Die Tochter des Regiments; nach der Opéra-comique La fille du régiment
- 1932: Scampolo, ein Kind der Straße
- 1932: Der Hexer
- 1932: Der angenehme Patient; Regie
- 1932: Der Dienstmann; Regie
- 1932: Die grausame Freundin; Produktions-Assistenz
- 1931: Die Försterchristl, Spielfilm von Friedrich Zelnik
- 1931: Hurrah – ein Junge
- 1931: Der Weg nach Rio
- 1930: Va Banque
- 1930: Nur am Rhein...
- 1929: Schwarzwaldmädel, Stummfilm von Victor Janson
- 1929: Das grüne Monokel
- 1929: Zwei Brüder (Rivalen der Liebe)
- 1929: Sensation im Wintergarten
- 1929: Giftsgas
- 1928: Fünf bange Tage
- 1928: Das Karussell des Todes
- 1927: Da hält die Welt den Atem an
- 1927: Die Stadt der tausend Freuden (Das Geheimnis einer Mutter)
- 1926: Der fesche Erzherzog; Aufnahmeleitung; Regie